# 科爾皮納湖
科爾皮納湖（白俄羅斯語：Колпіна）是白俄羅斯的湖泊，位於烏沙奇以東27公里，由維捷布斯克州負責管轄，長0.38公里、寬0.35公里，面積0.1平方公里，集水區面積2.5平方公里，湖岸線長度1.12公里。